# Княжа (Щасливе)
«Княжа» — український футбольний клуб із села Щасливого Бориспільського району Київської області. 

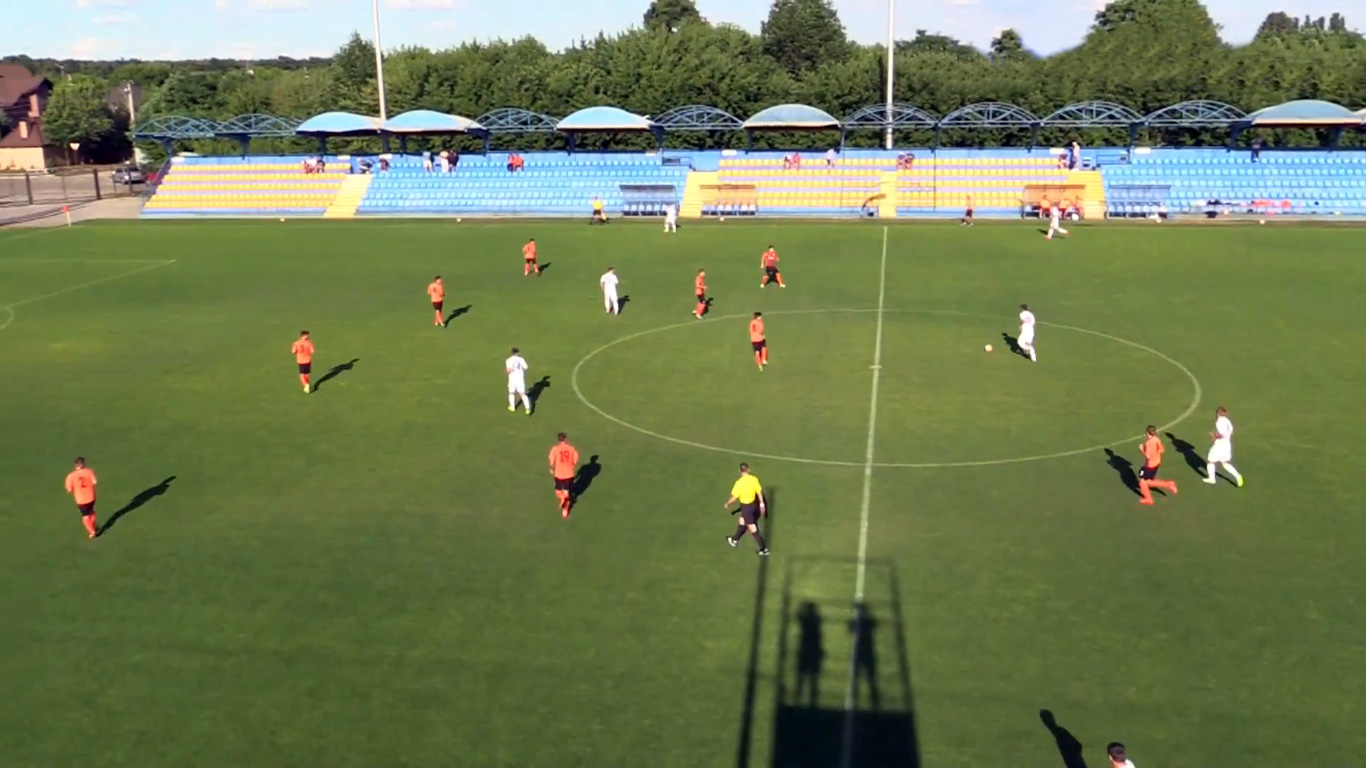
«Княжа-Арена», фото 2016 року

Заснований у 2005 році. За підсумками чемпіонату 2007/08 років клуб вийшов до першої ліги. У сезоні 2008/09 після 19-го туру знявся зі змагань.
Проводив домашні матчі на «Княжій-Арені».